# Infância (filme)
Infância é um filme de comédia dramática brasileiro de 2015, dirigido e escrito por Domingos de Oliveira, baseado em sua peça Do Fundo do Lago Escuro. É produzido por Renata Paschoal e estrelado por um elenco composto por Fernanda Montenegro, Priscilla Rozenbaum, Paulo Betti, Ricardo Kosovski, José Roberto Oliveira, Maria Flor e Nanda Costa em uma trama sobre um ambiente familiar dos anos 1950 que lida com seus problemas financeiros e de relacionamento entre si.
O filme teve sua estreia no Festival de Cinema de Paulínia em julho de 2014 e foi lançado comercialmente no Brasil a partir de 10 de setembro de 2015. Apesar de não alcançar sucesso comercial, o filme recebeu avaliações mistas por parte dos críticos. Embora muitos elogios tenham sido dados ao elenco, o roteiro foi elogiado por alguns e visto por outros como muito intenso e sem humor. Por sua performance no filme, Fernanda Montenegro foi indicada pela Academia Brasileira de Cinema ao Grande Otelo de Melhor Atriz e a produção também levou o prêmio de Melhor Filme de Comédia no Grande Prêmio do Cinema Brasileiro de 2016.

## Sinopse
Na cidade do Rio de Janeiro dos anos 1950, Dona Mocinha (Fernanda Montenegro) é uma rígida matriarca que é admiradora do jornalista e político Carlos Lacerda. Em sua residênica, vive seu neto Rodriguinho (Raul Guaraná) que se encontra triste pela morte de seu cachorro, o qual morreu após ingerir bolinhas de naftalina que a avó sempre coloca nos armários da casa. Em meio a esta situação, Mocinha ainda precisa lidar com o fato de seu genro, Henrique (Paulo Betti), ter vendido dois de seus terrenos sem sua permissão.

## Elenco
- Fernanda Montenegro como Dona Mocinha
- Raul Guaraná como Rodriguinho
- Paulo Betti como Henrique
- Priscilla Rozenbaum como Conceição
- Ricardo Kosovski como Orlando
- Maria Flor como Adalgisa
- Nanda Costa como Iracema
- Fernando Gomes como Manoel
- José Roberto Oliveira como Pinheiro
- Renata Paschoal como Maria Augusta
- Lucca Valor como Ricardinho
- Clemente Viscaíno como José
- Enrico Paschoal Nicaretta como Rodriguinho (aos 5 anos)

## Produção
Produzido por Renata Paschoal, a qual também atua no elenco, o filme teve um valor de orçamento de R$ 1.899.999,99 via incentivos fiscais pela Ancine, sendo essa a produção mais cara na carreira do cineasta Domingos de Oliveira desde a Retomada do Cinema Brasileiro. O filme é uma adaptação da peça de teatro Do Fundo do Lago Escuro, escrita em 1977 pelo próprio Domingos de Oliveira. A atriz Fernanda Montenegro integrou o elenco da primeira montagem dessa peça, onde interpretou a personagem Conceição (que no filme é interpretada por Priscilla Rozenbaum). Apesar de se conhecerem por décadas, essa foi a primeira vez que Fernanda foi dirigida por Domingos em cena.
A personagem principal, Dona Mocinha, é inspirada em Eugênia, mais conhecida como Dona Sinhá, a qual é avó do próprio diretor e escritor do filme. Domingos afirma que trata-se de um filme extremamente pessoal e todos os personagens revisitam pessoas de sua infância. Ele afirma que todos os seus filmes são autobiográficos. As filmagens ocorreram entre 23 de setembro e 20 de outubro de 2013, inteiramente no Rio de Janeiro.

## Lançamento
O filme teve sua première no Festival Paulínia de Cinema em julho de 2014. Em seguida foi exibido no Festival de Gramado, concorrendo na mostra competitiva, e no Festival do Rio, também em 2014. Foi lançado comercialmente nos cinemas brasileiros a partir de 10 de setembro de 2015 pela Forte Filmes. Apesar do elenco de peso, o filme não obteve sucesso comercial levando pouco menos de 4.000 espectadores ao cinema e gerando uma renda de R$ 49.818,28.

## Recepção

### Respostas dos críticos
Infância não foi um sucesso de crítica, recebendo avaliações mistas e negativas por parte dos críticos. Entre os usuários do site IMDb, o filme possui uma média de 6,0 / 10 com base em 79 classificações. No site agregador de notas e resenhas AdoroCinema, o filme possui uma média de 3,3 de 5 estrelas com base em 3 notas dos usuários.
Sérgio Alpendre, em sua crítica à Folha de S.Paulo, avaliou como positivo o roteiro do filme que é valorizado também pelas excelentes atuações do elenco, escrevendo: "O texto sempre foi um ponto forte em seus filmes [de Domingos de Oliveira], mas raramente alcança o nível demonstrado aqui, em que cada fala é valorizada por excelentes atuações e por uma direção elegante." Cristino Castilho, da Gazeta do Povo, destacou o desempenho de Fernanda Montenegro e classificou o roteiro como intenso: "Uma só locação, inúmeros planos-sequência e diálogos incessantes fazem de "Infância" uma obra intensa, quase cansativa. Fernanda Montenegro carrega o filme o tempo todo e parece salvá-lo de um destino mais cruel."
Do O Globo, Sérgio Rizzo escreveu: "O tom é agridoce: um tanto amargo por registrar o tempo que passa e seus efeitos inapeláveis sobre todos, mas, ao mesmo tempo, um tanto suave e divertido ao se ocupar de pequenos acontecimentos que movem o cotidiano." Já a revista Rolling Stone fez uma crítica negativa ao filme escrevendo: "Esta crônica familiar ao estilo do cinema italiano retrata a falsa moral e o jogo de aparências dos tempos em que “Leblon ficava no fim do mundo”. O longa tem belas composições de câmera e presença luminosa das atrizes Nanda Costa e Maria Flor. Mas cheira à naftalina." Robledo Milani, do site Papo de Cinema, também fez uma resenha negativa sobre o filme o classificando como "Enfadonho, protocolar e nada estimulante, deixa claro os sinais de cansaço do seu roteirista e diretor, indicando que, talvez, esteja na hora de uma nova e necessária pausa."

### Prêmios e indicações
| Prêmio                             | Ano  | Categoria                                         | Recipiente(s)        | Resultado |
| ---------------------------------- | ---- | ------------------------------------------------- | -------------------- | --------- |
| Festival de Cinema de Gramado      | 2014 | Melhor Longa-Metragem Brasileiro (Menção Honrosa) | Infância             | Venceu    |
| Festival de Cinema de Gramado      | 2014 | Melhor Ator Coadjuvante                           | Paulo Betti          | Venceu    |
| Festival de Cinema de Gramado      | 2014 | Melhor Montagem                                   | Tina Saphira         | Venceu    |
| Festival de Cinema de Gramado      | 2014 | Melhor Roteiro                                    | Domingos de Oliveira | Venceu    |
| Grande Prêmio do Cinema Brasileiro | 2016 | Melhor Filme de Comédia                           | Infância             | Venceu    |
| Grande Prêmio do Cinema Brasileiro | 2016 | Melhor Atriz                                      | Fernanda Montenegro  | Indicado  |
| Grande Prêmio do Cinema Brasileiro | 2016 | Melhor Roteiro Adaptado                           | Domingos de Oliveira | Indicado  |